# Riksrådsmötet i Lödöse 1319
Riksrådsmötet i Lödöse år 1319 var en hovdag som hölls den 28 juli. Ett bekräftelsebrev på kyrkans privilegier är det enda bevarade dokumentet från denna stämma. Det består av ett pergament i två exemplar med text på latin och förvaras i original på Kungliga biblioteket.

## Riksrådsmötet
När den omyndige kung Magnus Eriksson enligt överenskommelsen i unionsfördraget överlämnades till Norge uppehöll sig följet av rådsmän i Lödöse och höll där en stämma. Bland de omnämnda från detta möte var hertiginnan Ingeborg, drotsen Matts Kättilmundsson, Birger Persson, Knut Jonsson, Håkan Läma, Tore Kettilsson, Bo Nilsson, Knut Magnusson, Erik Turesson, Nils Björnsson, Torgils Nilsson, Sigge Halstensson, Sune Jonsson (Bååt), vilka alla nämns som kung Magnus riddare och övriga Sveriges rikes rådsherrar. Vid mötet har även ett ytterligare okänt antal ej namngivna rådsmän deltagit. Mötet har ansetts varit betydligt större än vad källorna berättar. Man har även antagit att det kan ha varit tal om ett provincialkoncilium utan att ett sådant nämns mellan åren 1316-1322.

## Lödöse dokumentet
Det enda efterlämnade dokument som vittnar om riksrådsmötet är en där utfärdad bekräftelse på svenska kyrkans privilegier. Beseglarna lovar att oförkränkt bibehålla och skydda alla åt kyrkan och de andliga av tidigare konungar och furstar beviljade, samt av Påven, stadfästade privilegier. Av brevet som i original är skrivet på latin fanns en medeltida avskrift  på svenska i Linköpings domkyrkas arkiv, enligt följande:     
Alle the thetta breeff hender forekomma Jngeborg med gudz naad swea hertoginna Mattis kætilmundzsson Hoffmestere, birge pedersson lagman i vpland, Hacan iogensson, Hakan kallader lemma Thore kætilsson, boo nielsson, knwt mansson Eric twresson Niels biörsson torgels andersson Sigge Halstensson Sone iogansson Riddare högmectig höffdingis war herris mangnossi aff gudz naad swerigis konung Oc alle andre swerigis rikis radgifuare, æwerdelica helsa i gudi, Vethen ath wi verdogom fædrom ærchebiscopenom i vpsala allom biscopom clerkeriid oc kyrkiom ower alt Swerige loffuom paa wara goda troo vid makt halla alle priuilegia, oc alskona frihether som them aff konungom hertogom eller hwaskona höffdingom i swerigis riche, vnt oc giffuen æra oc nw aff the helga romara kyrko oppenbarlica stadfest æra, obrottligan holla aldrig her epther forkrenkiande, oc til thesse tingis fastare bewisning lata wi hengia waar insigle for thetta breeff beplictende oss vid wara forbenempda goda troo ath swa snarth ffornempda war herra konunx insigle reda warder scolom wi thet oc her fore komma lata giffuet i Lödösa arom epther gudz byrd M CCC XIX° fæmpte dagen kalendarum augusti .

## Förmyndarstyrelsen och hertiginnan Ingeborg
I detta dokument nämns Matts Kättilmundsson för sista gången som drots. Det är utan tvivel att han lämnat plats åt hertiginnan Ingeborg som ledare för förmyndarstyrelsen. I dokumentet framstår Ingeborg som regentinna då hon utfärdat brevet tillsammans med rikets rådsherrar i sitt eget namn och utan omnämnande av kung Magnus. Hennes ledarskap i Sverige och Norge var dock emot de föreskrifter den avlidne norske kung Håkon Magnusson lämnat efter sig och även emot vad den svenska förmyndarstyrelsen tänkt sig. I Sverige ställdes hon utanför styrelsen genom förbundet mot henne i Skara 1322 och i Norge avvisades hon 1323 av dess förmyndarstyrelse. Först i mars 1322 fanns en ny drots tillförordnad i Sverige genom Knut Jonsson.